# Plankstadt
Plankstadt este o comună din landul Baden-Württemberg, Germania. Se află la o altitudine de 103 m deasupra nivelului mării. Are o suprafață de 8,5 km². Populația este de 10.611 locuitori, determinată în 31 decembrie 2023, prin actualizare statistică[*].